# Kärreberga
Kärreberga är en småort i Kvidinge socken i Åstorps kommun i Skåne län, belägen strax sydost om Åstorp.
I Kärreberga vek fram till 1980-talet Skåne–Smålands Järnväg av mot Markaryd.